# NWF
NWF（National Wrestling Federation、全米レスリング連盟）は、1970年代前半にアメリカ合衆国に存在したプロレス団体。
プロモーターのペドロ・マルティネスと、選手兼プロモーターのジョニー・パワーズを中心に設立、運営され、ニューヨーク州バッファロー、オハイオ州クリーブランドを拠点に、アメリカ北東部、五大湖地区およびカナダを主要エリアとして活動した。「North American Wrestling Federation」を正式名称とする説もある。

## 概要
1970年にニューヨーク州バッファローを中心とするアメリカ北東部の大物プロモーター、ペドロ・マルティネスと、同地のトップスターであり、オハイオ州クリーブランドのプロモート権を得ていたジョニー・パワーズを中心に、メジャー団体のNWA、AWA、WWWF（現：WWE）と一線を画す独立団体として設立された。パワーズは同年ロサンゼルスにおいてフレッド・ブラッシーに勝利したとして初代世界王者に認定され、その後、王者は目まぐるしく交代する。
最盛期にはミシガン州、メリーランド州、カナダのトロント、モントリオールへとテリトリーを拡大、弱小団体とは呼び難い勢力を持つに至った。ボボ・ブラジル、ジョニー・バレンタイン、アブドーラ・ザ・ブッチャー、ザ・シーク、アーニー・ラッドら一流選手が多数集結、パワーズとバレンタイン、ラッドとブッチャーとの抗争などの名物カードも生み、アメリカのプロレス誌上では、NWA、AWA、WWWFに次ぐ第4の団体と認知されていた時期もあった。
しかし、1973年に入ると勢力は衰退、縮小していく。同年12月10日に新日本プロレスで行われた世界戦において、第14代王者となっていたパワーズがアントニオ猪木に敗れ王座が日本に渡る。その後もパワーズは1974年3月には猪木を招聘してクリーブランドで世界戦を行うなど、1975年初めまでは同地で興行を行っていた。しかし、前年に一時プロレス界から離れていたマルティネスが関わった新団体IWA（International Wrestling Association）に吸収されるかたちで、同年半ばまでには事実上活動を停止し消滅状態となった。このIWAも同年中にはスポンサーが離れたこともあり規模を縮小、パワーズが引き継ぎノースカロライナ州でインディー団体として活動を続けた。
以上のように米国プロレス史全般からみれば短命のローカル団体にすぎず、設立経緯や活動内容、歴代王者等に不明な点も多々ある。しかし、猪木が世界ヘビー級王座を新日本プロレスの看板タイトルとして1981年まで長く保持したこと、また日本でも高名な大物選手が多く参戦していたこと等により、日本には愛着や関心を持つプロレスファンが多い。

## 新日本プロレスとの関係
一般にNWFと新日本プロレスとの結びつきは、1966年に東京プロレスに初来日して以来の、ジョニー・パワーズとアントニオ猪木の関係によるものとされている。しかし実際には、NWF設立以前の1969年に当地をサーキットし、パワーズとも旧知の坂口征二によるブッキングと考えるのが妥当である。
日本では「パワーズが図らずも猪木に王座を奪われたため、隆盛を誇っていたNWFが一転凋落に向かった」という伝説が、長年史実として語られてきた。現在はパワーズが新日本プロレスに王座を、興行権として売却したとの見方が通説になっている。この王座売却の時点で既にパワーズは団体自体を店じまいするつもりだったとの極端な見方もされるが、その後も1975年の初頭まではクリーブランドなどで「パワーズの保持するNWF北米ヘビー級ベルト」を看板に興行を行っており、これも断じ難い。
1975年に事実上NWFが消滅した後も、新日本プロレスは1977年前半頃まではNWFが存続しているようなアングルを組んでおり、パワーズによるクーデターが伝えられたこともあった。上述のように、パワーズはIWAの名で1977年半ば頃まではノースカロライナ州で興行をしており、パワーズ一派という意味ではNWFの存続もまったくの絵空事ではなかった。しかし、それ以降はNWFの消滅は日本でも周知の事実となり、同王座は事実上、新日本プロレスが管理・運営する王座となった。
1975年2月12日、NWFはNWAと業務提携を結んだ。1976年8月7日のNWA年次総会で新日本プロレス（名義人は坂口と新間寿）のNWA加盟が認められると、タイトル名から「世界」が外され、NWF世界ヘビー級王座から NWFヘビー級王座 と改称された。
1981年4月、IWGP構想に伴い、スタン・ハンセンとの王座決定戦で勝利を収めた猪木により、同王座は封印された。猪木の王者時代は新日本プロレスのフラッグシップ・タイトルとして、前王者のパワーズや元王者のアーニー・ラッド、後に戴冠するタイガー・ジェット・シンやハンセンをはじめ、ストロング小林、大木金太郎、アンドレ・ザ・ジャイアント、ルー・テーズ、ビル・ロビンソン、パク・ソンナン、イワン・コロフ、パット・パターソン、マスクド・スーパースター、ボブ・バックランド（WWFヘビー級王座とのダブルタイトル戦）、ペドロ・モラレス、クリス・マルコフ、ボブ・ループ、ニコリ・ボルコフ、カネック、ジャック・ブリスコ、ダスティ・ローデス、アイアン・シーク、ケン・パテラ、ハルク・ホーガン、ボビー・ダンカンらとの防衛戦が行われた。

## タイトル
- NWF世界ヘビー級王座 / NWFヘビー級王座
- NWF世界タッグ王座
- NWF世界ジュニアヘビー級王座
- NWF北米ヘビー級王座
- NWFブラスナックル王座

## 参戦選手
- ジョニー・パワーズ
- ジョニー・バレンタイン
- ボボ・ブラジル
- アーニー・ラッド
- アブドーラ・ザ・ブッチャー
- ザ・シーク
- ワルドー・フォン・エリック
- ハンス・シュミット
- ヘイスタック・カルホーン
- ビル・ミラー
- ダン・ミラー
- ムース・ショーラック
- ブルドッグ・ブラワー
- ルーク・グラハム
- キラー・カール・クラップ
- エリック・ザ・レッド
- オックス・ベーカー
- スタン・スタージャック
- アル・コステロ
- ドン・ケント
- ビクター・リベラ
- ドミニク・デヌーチ
- トニー・パリシ
- トニー・マリノ
- テキサス・マッケンジー
- ベン・ジャスティス
- パンピロ・フィルポ
- キラー・ブルックス
- ザ・ストンパー
- マイティ・イゴール
- ソニー・キング
- ジート・モンゴル
- ベポ・モンゴル
- ボロ・モンゴル
- ダスティ・ローデス
- ディック・マードック
- ドン・ファーゴ
- ジョニー・ファーゴ
- ミツ荒川
- ヨシノ・サト
- ワフー・マクダニエル
- チーフ・ホワイト・オウル
- ジャック・ルージョー
- レイモンド・ルージョー
- ハートフォード・ラブ
- レジナルド・ラブ
- クルト・フォン・ヘス
- カール・フォン・ショッツ
- ブル・カリー
- フレッド・カリー
- ジェス・オルテガ
- ジョン・L・サリバン